# Jochen Schöps
Jochen Schöps (ur. 8 października 1983 w Villingen-Schwenningen) – niemiecki siatkarz, reprezentant Niemiec, występujący na pozycji atakującego. Uczestnik Mistrzostw Świata w 2006 roku rozgrywanych w Japonii.
Od sezonu 2012/2013 do końca 2017/2018 występował na parkietach PlusLigi broniąc barw Asseco Resovii Rzeszów.

## Sukcesy klubowe
Puchar Niemiec:
- 2004, 2005, 2006, 2007, 2021

Mistrzostwo Niemiec:
- 2005, 2006, 2007
- 2004

Liga Mistrzów:
- 2007
- 2015
- 2009

Mistrzostwo Rosji:
- 2008, 2009
- 2012

Puchar CEV:
- 2010

Mistrzostwo Polski:
- 2013, 2015
- 2014, 2016

Superpuchar Polski:
- 2013

## Sukcesy reprezentacyjne
Memoriał Huberta Jerzego Wagnera:
- 2007
- 2012

Liga Europejska:
- 2009

Mistrzostwa Świata
- 2014

Igrzyska Europejskie:
- 2015

## Nagrody indywidualne
- 2007: MVP turnieju finałowego Ligi Mistrzów
- 2007: MVP Memoriału Huberta Jerzego Wagnera
- 2009: Najlepszy punktujący turnieju finałowego Ligi Mistrzów
- 2009: MVP oraz najlepszy atakujący turnieju finałowego Ligi Europejskiej
- 2010: Najlepszy punktujący oraz atakujący turnieju finałowego Pucharu CEV
- 2015: Najlepszy atakujący Pucharu Polski
- 2015: MVP sezonu 2014/2015 PlusLigi
- 2015: Najlepszy siatkarz – lider według CEV

## Wyróżnienia
- 2007, 2008, 2009: Najlepszy siatkarz roku w Niemczech